# Rabello FC
Rabello FC was een Braziliaanse voetbalclub uit de hoofdstad Brasilia. 

## Geschiedenis
De club werd opgericht in 1957. Van 1964 tot 1967 werd de club vier keer op rij staatskampioen. Van 1966 tot 1968 mocht de club dan ook deelnemen aan de Taça Brasil, de competitie waar de landskampioen bepaald werd. In 1966 werd de club uitgeschakeld door Anápolis. De volgende twee jaar speelde de club in de groepsfase, waar ze telkens laatste werden. In 1971 werd de club ontbonden. 

## Erelijst
Campeonato Brasiliense
1964, 1965, 1966, 1967